# Barbarān
Barbarān (persiska: بَربَران, بربران) är en ort i Iran.   Den ligger i provinsen Västazarbaijan, i den nordvästra delen av landet, 600 km väster om huvudstaden Teheran. Barbarān ligger 1 403 meter över havet och antalet invånare är 143.
Terrängen runt Barbarān är varierad.Runt Barbarān är det ganska tätbefolkat, med 116 invånare per kvadratkilometer. Närmaste större samhälle är Qāsemlū, 1,8 km norr om Barbarān. Trakten runt Barbarān består i huvudsak av gräsmarker.